# Kemija u 1918.
◄◄ | ◄ | 1915. | 1916. | 1917. | 1918.  | 1919. | 1920. | 1921. | ► | ►►
Arhitektura • Astronomija • Biologija • Film • Fotografija • Glazba • Kazalište • Kemija • Kiparstvo • Knjige • Književnost • Kršćanstvo • Meteorologija • Medicina • Planinarstvo • Politika • Pravo • Promet • Slikarstvo • Strip • Šport • Televizija • Znanost • Zrakoplovstvo • Željeznički promet
Kemija u 1918.

## Svijet

### Nagrade i priznanja
- Nobelova nagrada za kemiju:

### Rođenja
- 13. kolovoza − Frederick Sanger, britanski biokemičar i kemičar († 2013.)

## Vanjske poveznice
|  | Zajednički poslužitelj ima još gradiva o temi Kemija u 1918. |